# Clinatec
 (août 2022).
Clinatec (ou centre de recherche Edmond J. Safra) est un centre de recherche biomédicale quadripartite regroupant le CEA, le CHU Grenoble Alpes, l'Université Grenoble Alpes et le Fonds de dotation Clinatec. Situé sur le polygone scientifique de Grenoble, il regroupe sur près de 6 000 m2 des médecins, des biologistes et des ingénieurs en micro-nanotechnologies. Avec une centaine de chercheurs et d'employés, il est présenté à son ouverture fin 2011 comme le premier centre de ce type dans le monde,.
Disposant de six chambres d'hôpital et d’équipements de pointe en imagerie médicale ainsi que d'un bloc opératoire, Clinatec a été développé par la direction de la recherche du Commissariat à l'énergie atomique et aux énergies alternatives, le CHU de Grenoble-Alpes, l'Inserm et l'université Grenoble-Alpes et travaille prioritairement sur les cancers, les maladies neurodégénératives et les handicaps.

## Historique
En 2006, le professeur Alim Louis Benabid et Jean Therme se rencontrent. Le premier est neurochirurgien. Il a inventé avec le professeur Pierre Pollak un nouveau traitement contre la maladie de Parkinson : la stimulation cérébrale profonde. Ses travaux ont été récompensés en 2014 du Prix Lasker et en 2016 du Prix de l'Inventeur Européen. Le second, à la tête du CEA Grenoble, a œuvré pour pousser l'expertise grenobloise en matière de nanotechnologies avec la création quelques années plus tôt de Minatec, liant plus étroitement recherche et monde industriel.  
Convaincus que le rapprochement de la recherche médicale et de la technologie peut bouleverser les vies de millions de patients, ils s'entendent pour regrouper sur un même site médecins, chercheurs, biologistes, ingénieurs, roboticiens, mathématiciens, cogniticiens. Entre 2010 et 2011, le bâtiment de 6 000 m2 est construit dans le cadre du projet GIANT du polygone scientifique et l'inauguration se déroule le 31 janvier 2012. L'unité de recherche clinique bénéficie d'une autorisation de lieu de recherche de l'agence régionale de santé par arrêté du 16 avril 2012. Elle peut donc accueillir différents essais de recherche clinique, tous autorisés spécifiquement par l’Agence nationale de sécurité du médicament et des produits de santé.
En 2013, le premier patient est accueilli au sein du centre, en rapport avec l'essai clinique « Protool » coordonné par le professeur Berger.  Pour la première fois des zones inaccessibles du cerveau humain peuvent être explorées de façon non lésionnelle. Les perspectives majeures de cette technologie issue d'un mariage très fructueux entre les technologies du LETI et la vision clinique des chercheurs du CHU Grenoble-Alpes, de l'Inserm et de l'université Grenoble-Alpes permettent la création de la startup MedPrint, lauréat du grand prix I-lab 2015

## Création d'un fonds de dotation
En 2014, afin d'accroître les ressources allouées aux projets de recherche et de gagner en agilité, le Fonds de dotation Clinatec est créé. Sa mission est d’accélérer la diffusion de nouvelles solutions à un large public en plaçant la technologie au cœur de la santé. Une grande campagne de mécénat a été engagée, destinée à récolter 30 millions d'euros d'ici 2018,,. La fondation de l'acteur Michael J. Fox soutient également l'action de Clinatec.
Le Fonds Clinatec lance alors une campagne de collecte de fonds pour un montant de 30 millions d'euros, visant à réaliser plusieurs projets, notamment le projet Brain Computer Interface (BCI) ayant pour objectif de faire la preuve qu'un sujet tétraplégique peut piloter plusieurs degrés de liberté d'effecteurs neuroprosthétiques, tels qu'un exosquelette anthropomorphique, à partir du décodage de signaux corticaux (ElectroCorticoGrammes) mesurés à l'aide de l'implant Wimagine, et ce, après entrainement pour bénéficier de sa plasticité cérébrale,. L'utilisation et le test d'implants cérébraux impose une expérimentation animale d'où la présence d'une animalerie sur le site.
Un second projet est lancé et dénommé Near InfraRed (NIR) ayant pour objectif de démontrer l'efficacité de la lumière proche de l'infrarouge dans la neuroprotection face à la maladie de Parkinson. Un premier essai clinique démarre le 24 mars 2021 lorsqu'un patient est opéré afin de lui poser une sonde dans le cerveau permettant d'illuminer les neurones et ainsi d'en limiter leur dégénérescence.
En 2016, alors que le premier patient du Brain Computer Interface est implanté et qu'un second est en cours de recherche, Clinatec devient par ailleurs membre du projet Green (GREnoble Excellence in Neurodegeneration), l’un des sept centres français d’excellence dans le domaine des maladies neurodégénératives, visant l’étude de quatre maladies principales, Alzheimer, Huntington, Parkinson et la sclérose en plaques.
Le 21 juin 2017, la première opération consistant à implanter deux implants cérébraux équipés de 64 électrodes chacun sur un tétraplégique est effectuée à Clinatec. L'électrode fixée sur le cortex gauche devant actionner les membres du côté droit et inversement. Les électrodes placées sur une zone très précise déterminée au préalable sont en contact avec la dure-mère à la place du morceau d'os qui est enlevé et captent les impulsions électriques correspondant à la volonté d'un mouvement du patient. Les signaux recueillis sont envoyés par un émetteur sans fil à l'ordinateur placé dans le dos d'un exosquelette qui les transforme en ordre moteur. Ce dernier à base de titane comporte quatorze moteurs actionnant les quatre membres. Lors de la première opération, le système n'a pas fonctionné pour une raison déterminée par la suite, mais le second patient opéré est une réussite complète du système. Le professeur Alim Louis Benabid, instigateur du projet, rapporte en mai 2018 aux journalistes « Le patient vient à Clinatec cinq fois par mois pour apprendre à marcher avec l’exosquelette. Ça se passe bien. La première fois où il s’est levé de son fauteuil roulant et où il a marché, il a eu le sentiment de se sentir aussi léger que Neil Armstrong marchant sur la Lune en 1969. » Cependant, un système suiveur au-dessus des patients évitant leur chute reste encore nécessaire car la recherche de l'équilibre sera la prochaine grande étape.

## Les membres fondateurs
Clinatec est né en 2011 d'un partenariat fort entre le CEA, le CHU Grenoble-Alpes, l'INSERM et l'université Grenoble-Alpes. En 2014, le Fonds Clinatec devient également partenaire.  
La fondation Edmond J. Safra a réalisé un don majeur à Clinatec dès sa création, lui permettant de disposer d'équipements de pointe. Le bâtiment porte le nom d'Edmond J. Safra en hommage à ce soutien.

## Missions et ambitions de Clinatec

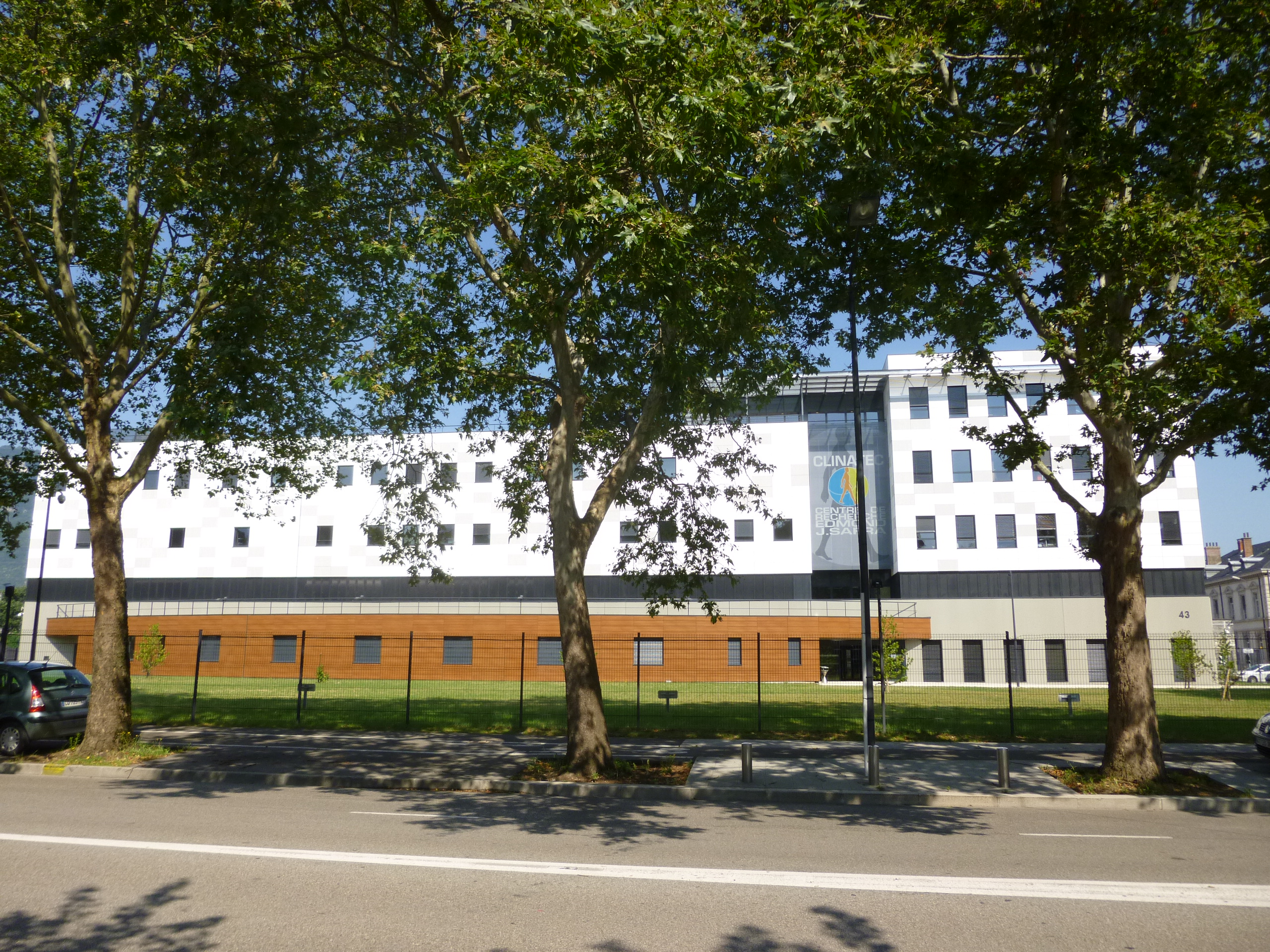
Bâtiment de Clinatec sur la rue Félix-Esclangon.

Plusieurs missions animent le concept Clinatec comme concevoir et proposer un nouveau modèle de recherche biomédicale dans un lieu unique, prévenir et guérir en apportant des solutions innovantes au patient, accélérer le transfert des technologies au « lit du patient », attirer les talents du monde entier dans « l'Hôtel à projets » et communiquer toute information au public. 
Mais afin de donner des perspectives d'avenir à des millions de patients, l'ambition de Clinatec est axée autour de trois champs pathologiques : cancers : améliorer l'efficacité des traitements des tumeurs,  maladie de Parkinson : stopper les neurodégénérescences et améliorer les performances motrices, le handicap : redonner de l'indépendance et de l'autonomie aux personnes tétraplégiques. 
Clinatec a également pour ambition de répondre aux impasses thérapeutiques : les pathologies responsables d'un handicap, d'une altération majeure de la qualité de vie ou de mortalités. 

## Spécificités techniques
Le coût total du projet est de 30 millions d'euros dont 6 millions pour le bloc opératoire bardé de robots, équipé d'un spectromètre de masse pour automatiser les analyses microbiologiques (pour le diagnostic précoce) et piloté depuis une salle de commande adjacente.

## Médiatisation
En juillet 2012, Philippe Pozzo di Borgo, tétraplégique à la suite d'un accident et inspirateur du film Intouchables, vient visiter le centre Clinatec suivi par la presse locale et donne à cette occasion son sentiment de confiance et d'admiration dans ce programme de recherche lors d'un reportage sur France 3 Alpes. En 2013, 2014 et 2016, la startup Medimprint valide à Clinatec au cours d’essais précliniques son dispositif de biopsie dont le stylet chirurgical possède à son extrémité une puce de silicium microstructuré. Ce stylet à empreinte tissulaire n'enlevant que 50 micromètres de tissu biologique au lieu des 500 à 1 000 pour les biopsies traditionnelles. 

## Prix Récents

### Prix Lasker
Le professeur Alim Louis Benabid, fondateur et président du directoire de Clinatec, membre de l'Académie des sciences, est l'un des co-lauréats du prestigieux prix Albert-Lasker, pour la recherche clinique décerné par la fondation Albert and Mary Lasker à New York,. Les Professeurs Alim-Louis Benabid et Mahlon R. Delong de l'Université d'Emory sont récompensés pour leurs contributions respectives au développement de la stimulation cérébrale profonde. Cette technique consiste à stimuler le noyau sous-thalamique dans le but de réduire les tremblements et de restaurer les fonctions motrices chez les patients atteints de la maladie de Parkinson et souffrant de complications dues à la Levodopa, un médicament couramment utilisé pour le traitement de cette maladie.

### PrixBreakthrough Prize in Life Sciences
Fondé en 2013 par Mark Zuckerberg et Priscilla Chan de la société Facebook, Sergey Brin fondateur de Google, Iouri Milner et Anne Wojcicki fondateurs de 23andMe, le Breakthrough Prize in Life Sciences récompense des chercheurs dont les travaux ont permis d’accroître l'espérance de vie humaine.
Le professeur Alim Louis Benabid a reçu ce prix en 2015 pour le développement de la technique de stimulation cérébrale profonde qui a révolutionné le traitement de la maladie de Parkinson.

### Prix de l'Inventeur Européen 2016
Le 9 juin 2016, le Professeur Alim Louis Benabid a été récompensé du Prix de l'Inventeur Européen 2016 pour ses travaux sur la stimulation cérébrale profonde. Aujourd'hui utilisée dans le monde entier, elle a changé radicalement la vie de plus de 150 000 patients atteints de la maladie de Parkinson en améliorant significativement leur qualité de vie.

#### Accès
Clinatec, situé 29 rue Félix-Esclangon à Grenoble, est desservi par la ligne B du tramway et par la ligne de bus C5.